# Отворено првенство Ченаја у тенису 2011.
Отворено првенство Ченаја у тенису 2011 (познат и под називом 2011 Aircel Chennai Open) је био тениски турнир који припада АТП 250 категорији у сезони 2011, који се играо на тврдој подлози. То је било 16. издање турнира који се одржао у Ченају у Индији на СДАТ тениском стадиону од 3—9. јануара 2011. 

## Поени и новчане награде

### Распоред поена
| Конкуренција | П   | Ф   | ПФ | ЧФ | 2К | 1К  | КВ  | КВ3 | КВ2 | КВ1 |
| Појединачна  | 250 | 150 | 90 | 45 | 20 | 0   | 12  | 6   | 0   | 0   |
| Парови       | 250 | 150 | 90 | 45 | 0  | Н/Д | Н/Д | Н/Д | Н/Д | Н/Д |

### Новчане награде
| Конкуренција | П       | Ф       | ПФ      | ЧФ      | 2К     | 1К     | КВ   | КВ3  | КВ2 |
| Појединачна  | $68,850 | $36,250 | $19,640 | $11,190 | $6,595 | $3,905 | $670 | $320 | Н/Д |
| Парови*      | $22,000 | $11,600 | $6,300  | $3,600  | $2,100 | Н/Д    | Н/Д  | Н/Д  | Н/Д |

*по тиму

### Носиоци
| Држава | Играч              | Позиција1 | Носилац |
| ------ | ------------------ | --------- | ------- |
| ЧЕШ    | Томаш Бердих       | 6         | 1       |
| ХРВ    | Марин Чилић        | 14        | 2       |
| ШВА    | Станислас Вавринка | 21        | 3       |
| ФРА    | Ришар Гаске        | 30        | 4       |
| ФРА    | Жереми Шарди       | 45        | 5       |
| СРБ    | Јанко Типсаревић   | 49        | 6       |
| БЕЛ    | Гзавје Малис       | 60        | 7       |
| ХОЛ    | Робин Хасе         | 65        | 8       |

- 1 Позиције од 27. децембра 2010.

### Други учесници
Следећи играчи су добили специјалну позивницу за учешће у појединачној конкуренцији:
- Јуки Бамбри
- Станислас Вавринка
- Рохан Бопана

Следећи играчи су ушли на турнир кроз квалификације:
- Давид Гофен
- Александар Кудрјавцев
- Јуичи Сугита
- Едуар Роже-Васелен

## Носиоци у конкуренције парова
| Држава | Играч         | Држава | Играч               | Позиција1 | Носиоци |
| ------ | ------------- | ------ | ------------------- | --------- | ------- |
| ИНД    | Махеш Бупати  | ИНД    | Леандер Паес        | 11        | 1       |
| ИНД    | Рохан Бопана  | ПАК    | Ајсам-ул-Хак Куреши | 34        | 2       |
| НЕМ    | Дастин Браун  | ХОЛ    | Роже Васен          | 118       | 3       |
| GBR    | Колин Флеминг | GBR    | Рос Хачинс          | 124       | 4       |

- 1 Позиције од 27. децембра 2010.

### Други учесници
Следећи играчи су добили специјалну позивницу за учешће у конкуренцији парова:
- Дивиј Шаран/  Вишну Вардхан
- Сомдев Деварман/  Санам Синг

## Шампиони

### Појединачно
Станислас Вавринка је победио  Гзавје Малиса са 7–5, 4–6, 6–1
- Вавринки је то била једина титула те сезоне и трећа у каријери.

### Парови
- Махеш Бупати /  Леандер Паес су победили  Робина Хасеа /  Дејвида Мартина са 6–2, 6–7(3–7), [10–7]
- Бупатију је то била прва (од три) титула у сезони и 47-ма у каријери.
- Паесу је то била прва (од три) титула у сезони и 44-та у каријери.